# Hebron (Nebraska)
 For alternative betydninger, se Hebron (flertydig). (Se også artikler, som begynder med Hebron)
Hebron er en amerikansk by og administrativt centrum for det amerikanske county Thayer County i staten Nebraska. I 2000 havde byen et indbyggertal på 1.565.
40°10′06″N 97°35′12″V / 40.1683°N 97.5867°V